# Liste des monuments historiques de Nîmes
Ce tableau présente la liste de tous les monuments historiques classés ou inscrits dans la ville de Nîmes, Gard, en France.
- Liste

| Monument                                                        | Adresse                                                                                      | Coordonnées                      | Notice         | Protection     | Date      | Illustration                                                   |
| --------------------------------------------------------------- | -------------------------------------------------------------------------------------------- | -------------------------------- | -------------- | -------------- | --------- | -------------------------------------------------------------- |
| Arènes                                                          | Place des Arènes                                                                             | 43° 50′ 06″ nord, 4° 21′ 35″ est | « PA00103091 » | Classé         | 1840      | Arènes                                                         |
| Café Le Napoléon, ancien café de Paris                          | 46 boulevard Victor-Hugo                                                                     | 43° 50′ 16″ nord, 4° 21′ 22″ est | « PA30000126 » | Inscrit        | 2017      | Café Le Napoléon, ancien café de Paris                         |
| Carrière romaine de Barutel                                     | Route d'Alès                                                                                 | 43° 53′ 14″ nord, 4° 17′ 53″ est | « PA30000097 » | Inscrit        | 1991      | Image manquante Téléverser                                     |
| Castellum divisorium                                            | Rue de la Lampèze                                                                            | 43° 50′ 33″ nord, 4° 21′ 22″ est | « PA00103093 » | Classé         | 1875      | Castellum divisorium                                           |
| Cathédrale Notre-Dame-et-Saint-Castor                           | Rue Saint-Castor/ Rue des Marchands                                                          | 43° 50′ 18″ nord, 4° 21′ 37″ est | « PA00103092 » | Classé         | 1906      | Cathédrale Notre-Dame-et-Saint-Castor                          |
| Chapelle Sainte-Eugénie                                         | Rue Sainte-Eugénie                                                                           | 43° 50′ 17″ nord, 4° 21′ 33″ est | « PA30000077 » | Inscrit        | 2009      | Chapelle Sainte-Eugénie                                        |
| Château Fadaise                                                 | 12 rue Porte-de-France                                                                       | 43° 50′ 09″ nord, 4° 21′ 20″ est | « PA00103146 » | Inscrit        | 1964      | Château Fadaise                                                |
| Cimetière protestant                                            | 17bis avenue du Pasteur-Paul-Brunel Route d'Alès                                             | 43° 50′ 22″ nord, 4° 20′ 33″ est | « PA30000037 » | Inscrit        | 2001      | Cimetière protestant                                           |
| Cinéma-théâtre le Colisée (ancien)                              | angle boulevard Amiral Courbet & place Gabriel Péri                                          | 43° 50′ 19″ nord, 4° 21′ 49″ est | « PA30000118 » | Inscrit        | 2015      | Cinéma-théâtre le Colisée (ancien)                             |
| Couvent des sœurs de la Charité                                 | rue de la Faïence                                                                            | 43° 50′ 38″ nord, 4° 21′ 34″ est | « PA30000117 » | Inscrit        | 2015      | Image manquante Téléverser                                     |
| Hôtel Rivet actuelle école supérieure des beaux-arts            | 10 Grande-Rue                                                                                | 43° 50′ 16″ nord, 4° 21′ 42″ est | « PA00103100 » | Inscrit Classé | 1988 2005 | Hôtel Rivetactuelle école supérieure des beaux-arts            |
| Église Notre-Dame-du-Suffrage-et-Saint-Dominique                | 300 rue Bir-Hakeim                                                                           | 43° 50′ 31″ nord, 4° 23′ 08″ est | « PA30000043 » | Inscrit        | 2002      | Église Notre-Dame-du-Suffrage-et-Saint-Dominique               |
| Église Saint-Charles                                            | Boulevard Gambetta                                                                           | 43° 50′ 27″ nord, 4° 21′ 35″ est | « PA30000079 » | Inscrit        | 2010      | Église Saint-Charles                                           |
| Église Saint-Paul                                               | Boulevard Victor Hugo                                                                        | 43° 50′ 12″ nord, 4° 21′ 22″ est | « PA00103095 » | Classé         | 1909      | Église Saint-Paul                                              |
| Enceinte antique                                                | Localisations multiples                                                                      | à géolocaliser                   | « PA00103329 » | Inscrit        | 1989      | Enceinte antique                                               |
| Fontaine Pradier                                                | Place de la Libération                                                                       | 43° 50′ 06″ nord, 4° 21′ 44″ est | « PA00103096 » | Inscrit        | 1988      | Fontaine Pradier                                               |
| Gare primitive de Nîmes (1839)                                  | Rue Sully Rue Vincent-Faita                                                                  | 43° 50′ 35″ nord, 4° 22′ 11″ est | « PA00103097 » | Inscrit        | 1987      | Gare primitive de Nîmes (1839)                                 |
| Ancien grand séminaire                                          | 22 rue des Chassaintes                                                                       | 43° 50′ 14″ nord, 4° 21′ 06″ est | « PA30000086 » | Inscrit        | 2011      | Ancien grand séminaire                                         |
| Grand temple Ancien couvent des Dominicains                     | Place du Grand Temple                                                                        | 43° 50′ 19″ nord, 4° 21′ 47″ est | « PA00103152 » | Inscrit        | 1964      | Grand templeAncien couvent des Dominicains                     |
| Hôtel de l'Académie                                             | 16 rue Dorée                                                                                 | 43° 50′ 14″ nord, 4° 21′ 41″ est | « PA00103102 » | Inscrit        | 1940      | Hôtel de l'Académie                                            |
| Hôtel de Balincourt Portail et ses vantaux                      | 29 rue des Lombards                                                                          | 43° 50′ 25″ nord, 4° 21′ 37″ est | « PA00103141 » | Inscrit        | 1964      | Hôtel de BalincourtPortail et ses vantaux                      |
| Hôtel de Bernis                                                 | 3, 5 rue de Bernis                                                                           | 43° 50′ 13″ nord, 4° 21′ 31″ est | « PA00103098 » | Inscrit        | 1999      | Hôtel de Bernis                                                |
| Hôtel Bézard                                                    | 2 avenue Feuchères 1 boulevard de Bruxelles                                                  | 43° 50′ 02″ nord, 4° 21′ 47″ est | « PA30000098 » | Inscrit        | 2012      | Hôtel Bézard                                                   |
| Hôtel Boudon appelé aussi Hôtel Meynier de Salinelles           | 2, 4 rue de Bernis                                                                           | 43° 50′ 14″ nord, 4° 21′ 31″ est | « PA00103129 » | Inscrit        | 2004      | Hôtel Boudonappelé aussi Hôtel Meynier de Salinelles           |
| Hôtel de Brueys appelé aussi Hôtel André                        | 3 rue Dorée                                                                                  | 43° 50′ 13″ nord, 4° 21′ 37″ est | « PA00103131 » | Inscrit        | 2012      | Hôtel de Brueysappelé aussi Hôtel André                        |
| Hôtel de Chazelles                                              | Place de la Salamandre                                                                       | 43° 50′ 11″ nord, 4° 21′ 43″ est | « PA00103121 » | Inscrit        | 1963      | Hôtel de Chazelles                                             |
| Hôtel Colomb de Daunant démoli en 2013, après un grave incendie | 23 rue Fénelon                                                                               | 43° 50′ 08″ nord, 4° 22′ 08″ est | « PA30000080 » | Inscrit        | 2010      | Hôtel Colomb de Daunantdémoli en 2013, après un grave incendie |
| Hôtel Davé                                                      | 15 boulevard Talabot Rue Fénelon                                                             | 43° 50′ 07″ nord, 4° 22′ 07″ est | « PA30000081 » | Inscrit        | 2010      | Hôtel Davé                                                     |
| Hôtel Démians                                                   | 4 rue Dorée                                                                                  | 43° 50′ 13″ nord, 4° 21′ 37″ est | « PA00103132 » | Inscrit        | 1964      | Hôtel Démians                                                  |
| Ancien Hôtel-Dieu                                               | 25, 27 rue Jean-Reboul 12 rue de la République                                               | 43° 49′ 58″ nord, 4° 21′ 29″ est | « PA00103109 » | Inscrit        | 2000      | Ancien Hôtel-Dieu                                              |
| Hôtel de Fontfroide                                             | 14 rue de l'Aspic                                                                            | 43° 50′ 13″ nord, 4° 21′ 33″ est | « PA00103128 » | Inscrit        | 1949      | Hôtel de Fontfroide                                            |
| Hôtel Foulc appelé aussi Hôtel Colomb de Daunant                | 10 rue Briçonnet                                                                             | 43° 49′ 55″ nord, 4° 21′ 41″ est | « PA00135381 » | Inscrit        | 1995      | Hôtel Foulcappelé aussi Hôtel Colomb de Daunant                |
| Hôtel Lagorce                                                   | 2 place Bouquerie                                                                            | 43° 50′ 26″ nord, 4° 21′ 24″ est | « PA00103105 » | Inscrit        | 1964      | Hôtel Lagorce                                                  |
| Hôtel de voyageurs du Louvre                                    | 2bis, 4 rue Notre-Dame                                                                       | 43° 50′ 10″ nord, 4° 21′ 49″ est | « PA30000084 » | Inscrit        | 2011      | Hôtel de voyageurs du Louvre                                   |
| Hôtel Milliarède                                                | 31 avenue Carnot                                                                             | 43° 50′ 04″ nord, 4° 22′ 02″ est | « PA30000069 » | Inscrit        | 2007      | Hôtel Milliarède                                               |
| Hôtel Novi de Caveirac appelé aussi Hôtel Chouleur              | 4bis, 6 rue Fresque                                                                          | 43° 50′ 13″ nord, 4° 21′ 29″ est | « PA00103108 » | Classé         | 2004      | Hôtel Novi de Caveiracappelé aussi Hôtel Chouleur              |
| Hôtel de Possac                                                 | 18 rue de l'Horloge                                                                          | 43° 50′ 18″ nord, 4° 21′ 26″ est | « PA00103138 » | Inscrit        | 1964      | Hôtel de Possac                                                |
| Hôtel de Régis                                                  | 14 rue du Chapitre                                                                           | 43° 50′ 15″ nord, 4° 21′ 39″ est | « PA00103099 » | Inscrit        | 1975      | Hôtel de Régis                                                 |
| Hôtel de Rozel                                                  | 1 Rue de la Violette 4bis rue Régale                                                         | 43° 50′ 10″ nord, 4° 21′ 37″ est | « PA00103122 » | Inscrit        | 1984      | Hôtel de Rozel                                                 |
| Hôtel Séguier                                                   | 7 rue Séguier                                                                                | 43° 50′ 18″ nord, 4° 21′ 55″ est | « PA00103330 » | Classé         | 2005      | Hôtel Séguier                                                  |
| Hôtel Villard Escalier avec sa cage et sa rampe en fer forgé    | 5 rue Dorée                                                                                  | 43° 50′ 13″ nord, 4° 21′ 38″ est | « PA00103106 » | Inscrit        | 1964      | Hôtel Villard Escalier avec sa cage et sa rampe en fer forgé   |
| Maison de la Trésorerie                                         | 13 rue de la Trésorerie                                                                      | 43° 50′ 12″ nord, 4° 21′ 37″ est | « PA00103101 » | Inscrit        | 1959      | Maison de la Trésorerie                                        |
| Bas-relief romain                                               | 27 rue de l'Aspic (côté rue de la Violette)                                                  | 43° 50′ 10″ nord, 4° 21′ 36″ est | « PA00103104 » | Inscrit        | 1949      | Bas-relief romain                                              |
| Portail avec ses vantaux                                        | 11 rue de la Ferrage                                                                         | 43° 50′ 24″ nord, 4° 21′ 34″ est | « PA00103107 » | Inscrit        | 1964      | Portail avec ses vantaux                                       |
| Portail surmonté d'un balcon en fer forgé                       | 13 rue des Lombards                                                                          | 43° 50′ 21″ nord, 4° 21′ 36″ est | « PA00103110 » | Inscrit        | 1964      | Portail surmonté d'un balcon en fer forgé                      |
| Immeuble                                                        | 15 rue des Lombards                                                                          | 43° 50′ 21″ nord, 4° 21′ 35″ est | « PA00103111 » | Inscrit        | 1972      | Immeuble                                                       |
| Immeuble                                                        | 18 rue des Lombards                                                                          | 43° 50′ 22″ nord, 4° 21′ 36″ est | « PA00103112 » | Inscrit        | 1965      | Immeuble                                                       |
| Escalier avec sa rampe en fer forgé                             | 27 rue de la Madeleine                                                                       | 43° 50′ 14″ nord, 4° 21′ 27″ est | « PA00103114 » | Inscrit        | 1964      | Escalier avec sa rampe en fer forgé                            |
| Balcon en fer forgé                                             | 35 rue de la Madeleine                                                                       | 43° 50′ 13″ nord, 4° 21′ 25″ est | « PA00103115 » | Inscrit        | 1965      | Balcon en fer forgé                                            |
| Fenêtres à meneaux (2)                                          | 2 rue des Marchands                                                                          | 43° 50′ 18″ nord, 4° 21′ 35″ est | « PA00103116 » | Inscrit        | 1964      | Fenêtres à meneaux (2)                                         |
| Immeuble                                                        | 15-17 rue des Marchands                                                                      | 43° 50′ 15″ nord, 4° 21′ 35″ est | « PA30000058 » | Inscrit Classé | 2005 2016 | Immeuble                                                       |
| Balcons en fer forgé (2)                                        | 17 rue Notre-Dame                                                                            | 43° 50′ 13″ nord, 4° 21′ 54″ est | « PA00103117 » | Inscrit        | 1964      | Balcons en fer forgé (2)                                       |
| Portail                                                         | 20 rue des Orangers                                                                          | 43° 50′ 22″ nord, 4° 21′ 41″ est | « PA00103118 » | Inscrit        | 1964      | Portail                                                        |
| Balcons en fer forgé (2)                                        | 21 rue des Orangers                                                                          | 43° 50′ 22″ nord, 4° 21′ 42″ est | « PA00103119 » | Inscrit        | 1964      | Balcons en fer forgé (2)                                       |
| Portail surmonté d'un balcon en fer forgé                       | 40 rue Porte-de-France                                                                       | 43° 50′ 02″ nord, 4° 21′ 25″ est | « PA00103120 » | Inscrit        | 1964      | Portail surmonté d'un balcon en fer forgé                      |
| Portail surmonté d'un balcon en fer forgé                       | 36 rue Roussy                                                                                | 43° 50′ 09″ nord, 4° 21′ 55″ est | « PA00103123 » | Inscrit        | 1963      | Portail surmonté d'un balcon en fer forgé                      |
| Vestiges archéologiques gallo-romains sous immeubles            | 1A & 1Bis avenue Jean Jaurès 7Bis rue Saint Dominique                                        | 43° 50′ 18″ nord, 4° 21′ 02″ est | « PA30000052 » | Inscrit        | 2004      | Vestiges archéologiques gallo-romains sous immeubles           |
| Jardins de la Fontaine                                          | Quai de la Fontaine Rue de la Tour-Magne Quai Georges-Clemenceau Place Guillaume-Apollinaire | 43° 50′ 24″ nord, 4° 20′ 58″ est | « PA00103124 » | Inscrit Classé | 1989 1840 | Jardins de la Fontaine                                         |
| Lycée Alphonse-Daudet                                           | 3 boulevard Victor-Hugo                                                                      | 43° 50′ 09″ nord, 4° 21′ 26″ est | « PA30000064 » | Inscrit        | 2007      | Lycée Alphonse-Daudet                                          |
| Lycée technologique régional Dhuoda                             | 17 rue Dhuoda                                                                                | 43° 49′ 38″ nord, 4° 21′ 23″ est | « PA30000041 » | Inscrit        | 2002      | Lycée technologique régional Dhuoda                            |
| Balcon en fer forgé                                             | Angle rue & plan de l'Aspic                                                                  | 43° 50′ 13″ nord, 4° 21′ 34″ est | « PA00103127 » | Inscrit        | 1964      | Balcon en fer forgé                                            |
| Maison                                                          | 5 rue de la Crucimèle                                                                        | 43° 50′ 40″ nord, 4° 21′ 39″ est | « PA30000044 » | Inscrit        | 2002      | Image manquante Téléverser                                     |
| Bas-relief Renaissance                                          | 4 rue de la Curaterie                                                                        | 43° 50′ 19″ nord, 4° 21′ 43″ est | « PA00103130 » | Inscrit        | 1964      | Bas-relief Renaissance                                         |
| Balcon en fer forgé                                             | 23 rue de l'Étoile                                                                           | 43° 50′ 11″ nord, 4° 21′ 30″ est | « PA00103133 » | Inscrit        | 1964      | Balcon en fer forgé                                            |
| Balcon en fer forgé                                             | 28 boulevard Gambetta                                                                        | 43° 50′ 25″ nord, 4° 21′ 32″ est | « PA00103134 » | Inscrit        | 1964      | Balcon en fer forgé                                            |
| Balcons en fer forgé (2)                                        | 2 rue du Grand Couvent                                                                       | 43° 50′ 18″ nord, 4° 21′ 27″ est | « PA00103135 » | Inscrit        | 1964      | Balcons en fer forgé (2)                                       |
| Balcon en fer forgé                                             | 4 Grande-Rue                                                                                 | 43° 50′ 18″ nord, 4° 21′ 42″ est | « PA00103136 » | Inscrit        | 1964      | Balcon en fer forgé                                            |
| Portail surmonté d'un balcon en fer forgé                       | 15 Grande-Rue                                                                                | 43° 50′ 16″ nord, 4° 21′ 43″ est | « PA00103137 » | Inscrit        | 1964      | Portail surmonté d'un balcon en fer forgé                      |
| Balcons en fer forgé (2)                                        | Place aux Herbes                                                                             | 43° 50′ 18″ nord, 4° 21′ 35″ est | « PA00103139 » | Inscrit        | 1963      | Balcons en fer forgé (2)                                       |
| Balcon en fer forgé                                             | 5 rue des Lombards                                                                           | 43° 50′ 19″ nord, 4° 21′ 35″ est | « PA00103140 » | Inscrit        | 1964      | Balcon en fer forgé                                            |
| Balcon angle rues de l'Aspic & de la Madeleine                  | 13 rue de la Madeleine                                                                       | 43° 50′ 16″ nord, 4° 21′ 31″ est | « PA00103142 » | Inscrit        | 1964      | Balcon angle rues de l'Aspic & de la Madeleine                 |
| Maison "Gothique"                                               | 11 rue des Marchands                                                                         | 43° 50′ 16″ nord, 4° 21′ 35″ est | « PA00103143 » | Inscrit        | 1964      | Maison "Gothique"                                              |
| Balcon en fer forgé                                             | Angle passage du Mûrier-d'Espagne et place des Halles                                        | 43° 50′ 23″ nord, 4° 21′ 33″ est | « PA00103144 » | Inscrit        | 1964      | Balcon en fer forgé                                            |
| Escalier avec sa rampe en fer forgé                             | 3 passage du Mûrier-d'Espagne                                                                | 43° 50′ 22″ nord, 4° 21′ 35″ est | « PA00103145 » | Inscrit        | 1964      | Escalier avec sa rampe en fer forgé                            |
| Maison Carrée                                                   | Place de la Maison Carrée                                                                    | 43° 50′ 18″ nord, 4° 21′ 22″ est | « PA00103125 » | Classé         | 1840      | Maison Carrée                                                  |
| Maison de l'avocat des pauvres                                  | 16 rue Fresque                                                                               | 43° 50′ 12″ nord, 4° 21′ 30″ est | « PA00135382 » | Classé         | 2003      | Maison de l'avocat des pauvres                                 |
| Maison de Paul Rabaut                                           | 2 rue Rabaut-Saint-Etienne                                                                   | 43° 50′ 17″ nord, 4° 21′ 07″ est | « PA30000038 » | Inscrit        | 2001      | Maison de Paul Rabaut                                          |
| Hôtel dit "Maison des Atlantes"                                 | 2 plan de l'Aspic                                                                            | 43° 50′ 13″ nord, 4° 21′ 34″ est | « PA00103126 » | Inscrit        | 2000      | Hôtel dit "Maison des Atlantes"                                |
| Maison de retraite protestante                                  | 5, 7 rue de Sauve                                                                            | 43° 50′ 15″ nord, 4° 20′ 56″ est | « PA30000082 » | Inscrit        | 2011      | Maison de retraite protestante                                 |
| Maison "Romane"                                                 | 1 rue de la Madeleine                                                                        | 43° 50′ 18″ nord, 4° 21′ 34″ est | « PA00103113 » | Inscrit        | 1939      | Maison "Romane"                                                |
| Monument aux morts                                              |                                                                                              | 43° 50′ 03″ nord, 4° 21′ 41″ est | « PA30000132 » | inscrit        | 2018      | Monument aux morts                                             |
| Menhir de Courbessac                                            | 1200 route d'Avignon Courbessac                                                              | 43° 51′ 32″ nord, 4° 24′ 52″ est | « PA00103147 » | Classé         | 1936      | Menhir de Courbessac                                           |
| Mur du Bas-Empire                                               | Boulevard des Arènes                                                                         | à géolocaliser                   | « PA00103148 » | Classé         | 1980      | Mur du Bas-Empire                                              |
| Ancien collège des Jésuites actuel musée archéologique          | 17, 19 Grande-Rue 13 boulevard Amiral-Courbet                                                | 43° 50′ 14″ nord, 4° 21′ 44″ est | « PA00103094 » | Inscrit Classé | 1999 1973 | Ancien collège des Jésuitesactuel musée archéologique          |
| Ancien palais épiscopal actuel musée du Vieux Nîmes             | Place de l'Abbé Pierre                                                                       | 43° 50′ 16″ nord, 4° 21′ 37″ est | « PA00103149 » | Classé         | 1986      | Ancien palais épiscopalactuel musée du Vieux Nîmes             |
| Palais de justice                                               | Boulevard des Arènes Boulevard de la Libération                                              | 43° 50′ 07″ nord, 4° 21′ 40″ est | « PA00125485 » | Inscrit        | 1993      | Palais de justice                                              |
| Pâtisserie Courtois, ancienne confiserie Horn                   | 8 place du Marché                                                                            | 43° 50′ 11″ nord, 4° 21′ 32″ est | « PA30000125 » | Inscrit        | 2017      | Pâtisserie Courtois, ancienne confiserie Horn                  |
| Porte d'Auguste                                                 | Boulevard Amiral Courbet/ Rue Nationale                                                      | 43° 50′ 22″ nord, 4° 21′ 48″ est | « PA00103150 » | Classé         | 1840      | Porte d'Auguste                                                |
| Porte de France                                                 | Rue Porte de France                                                                          | 43° 49′ 58″ nord, 4° 21′ 28″ est | « PA00103151 » | Classé         | 1840      | Porte de France                                                |
| Hôtel particulier dit "Presbytère de la Cathédrale"             | 9 rue Saint-Castor                                                                           | 43° 50′ 19″ nord, 4° 21′ 37″ est | « PA00103103 » | Inscrit        | 1992      | Hôtel particulier dit "Presbytère de la Cathédrale"            |
| Petit temple Ancien couvent des Ursulines                       | 19 Rue du Grand-Couvent                                                                      | 43° 50′ 20″ nord, 4° 21′ 24″ est | « PA00103153 » | Inscrit        | 1964      | Petit templeAncien couvent des Ursulines                       |
| Théâtre municipal                                               | Aire d'autoroute de Caissargues (déplacé)                                                    | 43° 47′ 04″ nord, 4° 23′ 59″ est | « PA00103154 » | Inscrit        | 1949      | Théâtre municipal                                              |
| Tour Magne                                                      | Chemin de la Tour Magne                                                                      | 43° 50′ 35″ nord, 4° 20′ 58″ est | « PA00103155 » | Classé         | 1840      | Tour Magne                                                     |
| Maison dite "Villa Roche"                                       | 62 impasse du Château-Silhol                                                                 | 43° 50′ 42″ nord, 4° 21′ 51″ est | « PA30000087 » | Inscrit        | 2011      | Maison dite "Villa Roche"                                      |